# Eliminatoria Africana Sub-16 1985
La Eliminatoria Africana Sub-17 1985 contó con la participación de 8 selecciones infantiles de África, la cual otorgó 3 plazas para la Copa Mundial de Fútbol Sub-17 de 1985.
Congo, Guinea y Nigeria fueron quienes obtuvieron los boletos para el mundial representando a África.

## Primera Ronda
| Equipo 1 | Agr.  | Equipo 2 | Ida   | Vuelta |
| -------- | ----- | -------- | ----- | ------ |
| Guinea   | 3 – 1 | Argelia  | 3 – 1 | 0 – 0  |
| Zambia   | 4 – 2 | Lesoto   | 3 – 0 | 1 – 2  |

## Segunda Ronda
| Equipo 1 | Agr.            | Equipo 2 | Ida   | Vuelta |
| -------- | --------------- | -------- | ----- | ------ |
| Nigeria  | 2 – 1           | Togo     | 1 – 0 | 1 – 1  |
| Egipto   | 1 – 2           | Guinea   | 1 – 1 | 0 – 1  |
| Zambia   | 2 – 2 (p 2 – 4) | Congo    | 2 – 0 | 0 – 2  |

## Clasificados al Mundial Sub-17
| - Congo | - Guinea | - Nigeria |